# 양훈 (야구인)
양훈(梁訓, 1986년 5월 29일 ~ )은 전 경기도 챌린지 리그 고양 위너스의 투수이다. 그의 동생은 KBO 리그 키움의 투수인 양현이다.

## 한국 프로야구 시절

### 한화 이글스시절
2005년 드래프트에서 큰 신장(192cm)과 위에서 아래로 내리꽂는 투구 폼으로 스카우트들의 호평을 얻어 한화 이글스에 2차 1순위(전체 4순위) 지명을 받아 입단하였다.

#### 2008년
선발과 중간계투를 오가며 등판하였으나, 체격에 걸맞지 않는 구속(130km 후반)과 좋지 못한 제구력으로 고전하였다.

#### 2009년
2008년의 성적 부진과 팔꿈치 부상으로 인해 2009년 1월 한화 이글스 스프링 캠프 명단에서 제외되었다. 하지만 대전야구장에 임시로 설치한 비닐 하우스에서 한용덕 2군 투수코치와 함께 특훈을 받고 평균 130km대 후반이었던 구속이 평균 145km, 최고 152km로 향상되었다. 2009년에 한화 이글스 불펜에서 가장 많은 90 1/3이닝을 소화했다. 정현욱의 별명을 본따 '양노예'라는 별명이 붙었다. 좋은 성적을 발판으로 2009 프로야구 올스타전에 감독 추천으로 뽑혀 출전하기도 했으며 2009 시즌 후 연봉 협상에서 전년 대비 3,000만원(66.7%)이 오른 7,500만원에 재계약했다.

#### 2010년
2010년 시즌이 시작하기 전 팀 내 최고령 투수였던 구대성과 마무리 투수 후보에도 올랐다. 하지만, 스프링 캠프 전지훈련 연습경기와 시범경기에서 예상치 못한 부진을 겪고 2010년 시즌 개막전 엔트리에도 포함하지도 못한 채 2군에서 시즌을 시작하게 되었다. 결국 그가 부진하게 되자 당시 감독이었던 한대화는 원래 선발로 활용하려고 했던 용병 데폴라를 마무리로 전환하였다. 2군에서 다시 투구 폼 교정을 받고 선발 수업을 받았으나, 안영명 등이 제구난을 겪어 KIA 타이거즈에 트레이드되는 등 한화 이글스의 일부 투수진이 취약하게 되자 다시 1군에 올라와 감각을 찾았다.

#### 2011년
다시 선발 투수로 전업하였고, 2011년 5월 28일 두산전에서 데뷔 2번째 완봉승이자, 데뷔 첫 정규 9이닝 완봉승을 기록했다. 승리를 기록하지 못했지만 2011년 7월 5일 LG전에서는 6피안타 1볼넷 7삼진 1실점으로 10이닝(125구)을 소화하였다. 2회 3연속 안타로 1점을 내준 이후 9회까지 2안타만 내주며 10회에도 구속 146km를 찍는 괴력을 보였다. 부상으로 경기에 나설 수 없었던 류현진을 대신하여 2011 프로야구 올스타에 선정되었다. 패가 많았지만 데뷔 후 처음으로 100이닝 이상을 소화했으며 전년보다 향상된 성적을 기록하여 선발의 한 축으로 자리매김했고, 시즌 후 기존 연봉에서 5,000만원 오른 1억 3,000만원에 재계약했다.

### 경찰 야구단시절
기대와는 달리 부진하였고, 병역을 더 이상 연기할 수 없어 시즌 후 입대하였다. 시즌 후 류현진이 미국으로 떠나고, 박찬호가 은퇴하게 되면서 선발진에 구멍이 난 한화 이글스에서는 그마저 입대하게 되자 이듬해 선발로 가용할 수 있는 투수가 크게 줄어들어 최하위는 둘째치고 선발 투수난에 시달리게 되었다. 그리고 병역 미필 선수에 대한 어설픈 대처를 여전히 드러내었다.
경찰 야구단 복무 첫 해에 북부리그 다승왕을 차지했다.

### 넥센 히어로즈시절
제대한 후 첫 시즌인 2015년 4월 8일 허도환, 이성열을 상대로 2:1 트레이드를 통해 넥센 히어로즈로 이적하였다. 이적할 당시 컨디션이 좋지 않아 당시 트레이닝 코치였던 이지풍의 전담 지도를 받아 몸을 만들기 시작했고, 후반기에 좋은 모습을 보여 주면서 데뷔 이래 처음으로 포스트 시즌에 출전하였다.
2016년 5월 3일 삼성전에서 225일만에 승리 투수가 됐지만, 이 승리가 2016 시즌 유일한 승리였고 그 이후로 부진한 모습을 많이 보였다. 결국 2017년 시즌 이후 방출되었다.

## 한국 독립야구 시절

### 고양 위너스시절
2018년에 입단하였다.

## 출신 학교
- 영랑초등학교
- 설악중학교
- 속초상업고등학교

## 통산 기록
| 연도 | 팀명   | 평균자책점 | 경기 | 완투 | 완봉 | 승 | 패 | 세 | 홀 | 이닝 | 피안타 | 피홈런 | 볼넷 | 사구 | 탈삼진 | 실점 | 자책점 |
| ---- | ------ | ---------- | ---- | ---- | ---- | -- | -- | -- | -- | ---- | ------ | ------ | ---- | ---- | ------ | ---- | ------ |
| 2005 | 한화   | 5.83       | 22   | 0    | 0    | 3  | 6  | 0  | 0  | 71   | 74     | 5      | 33   | 9    | 21     | 50   | 46     |
| 2006 | 한화   | 3.92       | 21   | 0    | 0    | 2  | 1  | 0  | 3  | 41.1 | 44     | 4      | 20   | 2    | 27     | 19   | 18     |
| 2007 | 한화   | 3.64       | 47   | 1    | 1    | 7  | 4  | 2  | 3  | 64.1 | 55     | 3      | 33   | 5    | 27     | 29   | 26     |
| 2008 | 한화   | 7.71       | 16   | 0    | 0    | 3  | 7  | 0  | 0  | 65.1 | 81     | 7      | 32   | 2    | 30     | 57   | 56     |
| 2009 | 한화   | 4.38       | 67   | 0    | 0    | 3  | 6  | 1  | 11 | 90.1 | 97     | 5      | 48   | 3    | 71     | 52   | 44     |
| 2010 | 한화   | 6.46       | 46   | 0    | 0    | 4  | 5  | 8  | 3  | 46   | 54     | 8      | 21   | 6    | 38     | 35   | 33     |
| 2011 | 한화   | 4.28       | 27   | 1    | 1    | 6  | 10 | 0  | 0  | 143  | 145    | 15     | 60   | 5    | 110    | 75   | 68     |
| 2012 | 한화   | 5.30       | 25   | 0    | 0    | 4  | 7  | 0  | 1  | 93.1 | 95     | 7      | 44   | 1    | 44     | 58   | 55     |
| 2015 | 넥센   | 1.41       | 16   | 0    | 0    | 2  | 1  | 0  | 0  | 38.1 | 33     | 1      | 14   | 0    | 15     | 9    | 6      |
| 2016 | 넥센   | 8.28       | 20   | 0    | 0    | 1  | 6  | 0  | 0  | 70.2 | 119    | 10     | 27   | 1    | 24     | 71   | 65     |
| 2017 | 넥센   | 7.16       | 7    | 0    | 0    | 2  | 1  | 0  | 1  | 16.1 | 24     | 1      | 5    | 2    | 5      | 13   | 13     |
| 통산 | 11시즌 | 5.23       | 314  | 2    | 2    | 37 | 54 | 11 | 22 | 740  | 821    | 66     | 337  | 36   | 412    | 468  | 430    |